# Ervin Mészáros
Ervin Mészáros (n. 2 aprilie 1877, Budapesta, Austro-Ungaria – d. 21 mai 1940, Budapesta, Regatul Ungariei) a fost un scrimer ce a reprezentat Ungaria, medaliat olimpic. A participat la o ediție a Jocurilor Olimpice (1912) în care a câștigat o medalie de bronz.

## Participări
Lista de mai jos prezintă principalele competiții la care a participat Ervin Mészáros de-a lungul carierei.
- fencing at the 1912 Summer Olympics – men's sabre[*]